# Enrique Vera
Enrique Daniel Vera Torres (Asunción, 1979. március 10. –) paraguayi válogatott labdarúgó, aki jelenleg a Sportivo Luqueño játékosa.
A válogatott tagjaként részt vett a  2007-es és a 2011-es Copa Américán, illetve a 2010-es labdarúgó-világbajnokságon.

## Statisztika
| Paraguay | Paraguay | Paraguay |
| Év       | Mérk.    | Gólok    |
| -------- | -------- | -------- |
| 2007     | 12       | 0        |
| 2008     | 4        | 0        |
| 2009     | 5        | 0        |
| 2010     | 13       | 3        |
| 2011     | 9        | 0        |
| Összesen | 43       | 3        |

## Sikerei, díjai
- LDU Quito
  - Ecuadori bajnok: 2007
  - Copa Libertadores: 2008
  - Recopa Sudamericana: 2009
  - Copa Sudamericana: 2009